# ドロテア・フォン・ザクセン＝コーブルク・ウント・ゴータ
ドロテア・フォン・ザクセン＝コーブルク・ウント・ゴータ（ドイツ語: Dorothea von Sachsen-Coburg und Gotha, 1881年4月30日 - 1967年1月21日）は、ザクセン＝コーブルク＝ゴータ家のカトリック系の分枝コハーリ侯爵家の公女で、シュレースヴィヒ＝ホルシュタイン公エルンスト・ギュンターの妻。

## 生涯
ハンガリーの大領主コハーリ侯爵家の当主であるザクセン＝コーブルク＝ゴータ公子フィリップと、その妻でベルギー王レオポルド2世の娘であるルイーズの間の第2子、長女として生まれた。全名はドロテア・マリア・ヘンリエッテ・アウグステ・ルイーゼ（Dorothea Maria Henriette Auguste Louise）。ブルガリア王フェルディナントは父方の叔父、オーストリア皇太子妃シュテファニーは母方の叔母にあたる。
1898年8月2日にザクセン＝コーブルク＝ゴータ公国のコーブルクにおいて、アウグステンブルク公爵家の当主のエルンスト・ギュンターと結婚した。夫エルンスト・ギュンターはシュレースヴィヒ＝ホルシュタイン公フリードリヒ8世とその妻アーデルハイトの第5子三男で、ドイツ皇后アウグステ・ヴィクトリアの実弟である。
夫妻には子供が無かった。1920年にグリュックスブルク公子アルブレヒトとイーゼンブルク＝ビューディンゲン伯女オルトルート夫妻の子供であるマリー・ルイーゼ（1908年 - 1969年）とヨハン・ゲオルク（1911年 - 1941年）の2人を養子に迎えた。子ども達はデンマーク王クリスチャン9世の兄のグリュックスブルク公フリードリヒの孫である。
1967年1月21日に西ドイツのバーデン＝ヴュルテンベルク州ディシンゲンにあるタクシス城にて87歳で亡くなった。

## 系譜
| ドロテア | 父: フィリップ・フォン・ザクセン＝コーブルク・ウント・ゴータ | 祖父: アウグスト・フォン・ザクセン＝コーブルク＝ゴータ | 曽祖父: フェルディナント・ゲオルク・フォン・ザクセン＝コーブルク＝ザールフェルト＝コハーリ |
| ドロテア | 父: フィリップ・フォン・ザクセン＝コーブルク・ウント・ゴータ | 祖父: アウグスト・フォン・ザクセン＝コーブルク＝ゴータ | 曽祖母: マリア・アントーニエ・フォン・コハーリ                                             |
| ドロテア | 父: フィリップ・フォン・ザクセン＝コーブルク・ウント・ゴータ | 祖母: クレマンティーヌ・ドルレアン                     | 曽祖父: ルイ・フィリップ (フランス王)                                                      |
| ドロテア | 父: フィリップ・フォン・ザクセン＝コーブルク・ウント・ゴータ | 祖母: クレマンティーヌ・ドルレアン                     | 曽祖母: マリー・アメリー・ド・ブルボン                                                     |
| ドロテア | 母: ルイーズ・ド・ベルジック                                 | 祖父: レオポルド2世 (ベルギー王)                       | 曽祖父: レオポルド1世 (ベルギー王)                                                         |
| ドロテア | 母: ルイーズ・ド・ベルジック                                 | 祖父: レオポルド2世 (ベルギー王)                       | 曽祖母: ルイーズ＝マリー・ドルレアン                                                       |
| ドロテア | 母: ルイーズ・ド・ベルジック                                 | 祖母: マリー＝アンリエット・ド・アブスブール＝ロレーヌ | 曽祖父: ヨーゼフ・アントン・フォン・エスターライヒ                                         |
| ドロテア | 母: ルイーズ・ド・ベルジック                                 | 祖母: マリー＝アンリエット・ド・アブスブール＝ロレーヌ | 曽祖母: マリア・ドロテア・フォン・ヴュルテンベルク                                         |